# Iglesia del Divino Salvador (Cortegana)
La parroquia del Divino Salvador es un templo católico ubicado en la localidad de Cortegana (provincia de Huelva, Andalucía, España). Es Bien de Interés Cultural, con categoría de Monumento.

## Historia
El primitivo templo gótico-mudéjar se levantó a mediados del siglo XIV. De esta época es la fachada de los pies. A mediados del siglo XV, el aumento de población obligó a renovar el edificio.
A mediados del siglo XVI la obra se hallaba inconclusa. Es entonces cuando se decide un cambio de rumbo en su construcción, pasando a tomar un aire renacentista. En esta fase se cree que intervinieron Pedro Díaz de Palacios y Asensio de Maeda. La cúpula de media naranja de la nave central se atribuye a Diego López Bueno, autor también del diseño de la torre. Hubo de acabarla Vicente San Martín. En 1969 se levanta al coro a los pies del templo según diseño de Aurelio Gómez Millán.

## Descripción
El templo presenta tres naves que se empezaron a construir por la cabecera. Esta y el primer tramo responden a la estética gótica, con arcos apuntados y cubierta sexpartita con medallones en la clave de bóveda. El resto de tramos corresponden a la revisión renacentista del siglo XVI, convirtiéndose los pilares en columnas toscanas y las bóvedas nervadas en otras vaídas.
El retablo de la Oración en el Huerto, antiguo de la Virgen del Rosario, es de mampostería con acabado en imitación de jaspe. Su titular incorpora a un cuerpo moderno la cabeza de un Ecce Homo del siglo XVIII. Lo acompaña la Virgen de la Soledad, dolorosa de escuela sevillana del siglo XVIII, restaurada en 1947 por Rafael Medina.
El retablo de la Inmaculada está confeccionado a partir de los restos de otras piezas que sobrevivieron al asalto de julio de 1936. El relieve del Padre Eterno procede del antiguo retablo mayor. La titular del retablo es una imagen del siglo XVIII que presenta la rareza iconográfica de presentar las manos separadas en vez de unidas en oración.
Otras imágenes se reparten por diferentes altares, como la Virgen de los Dolores, tallada por Rafael Barbero en 1950 para una cofradía servita que ya existía en 1852. Manuel Pineda Calderón talló a la Virgen del Carmen en 1939 y a la de Fátima en 1955.
La parroquia conserva en el presbiterio y el primer pilar del lado de la Epístola tres púlpitos de forja con profusa decoración floral de finales del siglo XVII. Proceden de Escacena del Campo. De la misma época son la pila bautismal y dos benditeras talladas por Domingo Rodríguez.
El tesoro litúrgico de la parroquia, un cáliz gótico de plata de transición del siglo XV al XVI y otro manierista del último cuarto de este siglo, firmado por Hernando de Ballesteros. Entre la platería barroca destaca un manifestador labrado por Manuel Flores en 1740 y el ajuar donado por Juan Vázquez de Terreros, natural de Cortegana, que hizo fortuna en México.